# Kevin Moore
Kevin Moore (26 mei 1967, Long Island, New York) was de oorspronkelijke toetsenist van de progressieve rock/metalband Dream Theater. Hij heeft verder ook muziek geschreven voor Turkse films. Hij is uit de band gestapt in 1994 na het album Awake, omdat de muzikale smaak van Kevin en de overige bandleden te veel uit elkaar liep. Zijn opvolger was Derek Sherinian.
Op zijn zesde begon Moore de piano te bespelen. Toen hij 12 was schreef hij zijn eerste liedjes. Toen hij klaar was met zijn middelbare school ging hij klassieke muziek studeren. Hij heeft deze studie niet afgemaakt en is teruggegaan naar Long Island om daar samen met John Petrucci, Mike Portnoy en John Myung de band Majesty te vormen. De naam van de band werd later veranderd in Dream Theater.
Kort voor het uitbrengen van Awake gaf Moore aan uit de band te stappen. Hij wilde zich meer richten op zijn eigen muziek. Hij had hiermee al een stap gemaakt met het nummer "Space Dye Vest", het afsluitende nummer van Awake dat qua stijl afwijkt van andere Dream Theaternummers. De band heeft later verklaard dat als ze hadden geweten dat Moore uit de band zou stappen, het nummer niet op het album was gekomen. Hoewel hij meerdere malen voor gastoptredens is gevraagd door Dream Theater, heeft hij nooit meer met de band opgetreden.

## Chroma Key
Na zijn vertrek uit Dream Theater, verhuisde Moore naar Santa Fe in New Mexico en begon met het schrijven van materiaal voor zijn soloalbum. Dit was een demotape, Music Meant to Be Heard, die bestond uit nummers doorregen met conversaties die Moore had opgenomen met vreemden die hij had ontmoet tijdens zijn reizen. Deze tape werd in 1999 uitgebracht op CD in een gelimiteerde oplage onder de titel This is a Recording.
In 1998 bracht Moore zijn eerste soloalbum uit, Dead Air For Radios, onder de naam Chroma Key. Het album viel in de categorie ambient en had meer weg van Peter Gabriel en Tori Amos dan het complexe werk van Dream Theater. Het nummer Space Dye Vest was een duidelijke vingeroefening geweest voor zijn nieuwe stijl. Hij werd begeleid door Mark Zonder en Joey Vera van Fates Warning.
In 2000 verhuisde Moore naar Los Angeles en bracht het album You Go Now uit met de muzikanten David Iscove en Steve Tushar. Voor een korte tijd volgde hij een opleiding op het California Institute of the Arts. Hierna vertrok hij naar Costa Rica en maakte daar een tweewekelijks radioprogramma voor "Radio for Peace International".
In 2004 koos Moore een film uit het publieke domein en schreef er muziek voor. het betrof de film Age 13 uit 1950. Hij halveerde de snelheid en liet de beelden en tijdsduur van scènes  de stemming, compositie en lengte van nummers bepalen. Het album Graveyard Mountain Home werd uitgebracht met een dvd met daarop de film met de nieuwe filmmuziek.

## O.S.I.
In 2003 werd Moore door de gitarist Jim Matheos van Fates Warning gevraagd om mee te doen een nieuw muzikaal project. Moore had al eerder met Matheos gewerkt als gastmuzikant op albums van Fates Warning. Het nieuwe project heette O.S.I. (Office of Stategic Influence) en bestond verder uit bassist/Chapman Stickspeler Sean Malone en drummer Mike Portnoy. Het was de eerste keer in 10 jaar dat Portnoy en Moore weer samenwerkten na Moore's vertrek uit Dream Theater.
De muziek van O.S.I. is te omschrijven als de donkere melodieuze muziek van Chroma Key gemengd de metal van Fates Warning en Dream Theater. Naast keyboards nam Moore ook de zang voor zijn rekening.
In april 2006 bracht O.S.I. een tweede album uit, genaamd Free. Officieel bestond de band alleen nog uit Matheos en Moore. Gastmuzikanten waren Mike Portnoy, Joey Vera en Bige Akdeniz. Het album ging voornamelijk over het leven van Moore.

## Filmmuziek
In 2004 verhuisde Moore naar Istanboel, Turkije. Daar componeerde hij filmmuziek voor de horrorfilm Okul (The School). De muziek werd ook als album uitgebracht onder de titel Ghost Book. Moore gebruikte veel primitieve instrumenten, beïnvloed door zijn verblijf in zowel Costa Rica als Turkije. In 2006 maakte Moore wederom filmmuziek, nu voor Küçük Kiyamet (The Little Apocalypse), ook weer een horrorfilm. Beide films zijn gebaseerd op boeken van de Turkse schrijver Dogu Yucel.
- Bibliothèque nationale de France: cb14651477q (data)
- Gemeinsame Normdatei: 135374472
- International Standard Name Identifier: 0000 0001 1933 1086
- Library of Congress Control Number: no2016137856
- MusicBrainz: 7427b774-2f9c-4b62-a9fd-c29fccec2d64
- Système universitaire de documentation: 161906095
- Virtual International Authority File: 27325718
- WorldCat: E39PBJjCQW4PBmVKhH8gdtpXVC